# Montacutona sigalionidcola
Montacutona sigalionidcola — вид двостулкових молюсків родини Lasaeidae. Описаний у 2019 році.

## Поширення
Вид поширений в припливній зоні морського узбережжя острова Хонсю (Японія).

## Спосіб життя
Коменсал багатощетинкового черв'яка Pelogenia zeylanica, який мешкає в дрібнодисперсних відкладеннях. Молюсків завжди знаходили прикріпленими до тильної поверхні переднього кінця тіла господаря. Цей вид щільно прикріплений до спинної поверхні хазяїна бісальними нитками. Передній кінець голотипу був спрямований до переднього кінця хазяїна. Кількість M. sigalionidcola на одного господаря коливалась від одного до чотирьох. Ступінь зараження М . sigalionidcola досить високий: приблизно 80 % P. zeylanica у типовій місцевості носять коменсальних двостулкових молюсків.